# 馬爾巴赫-施陶湖

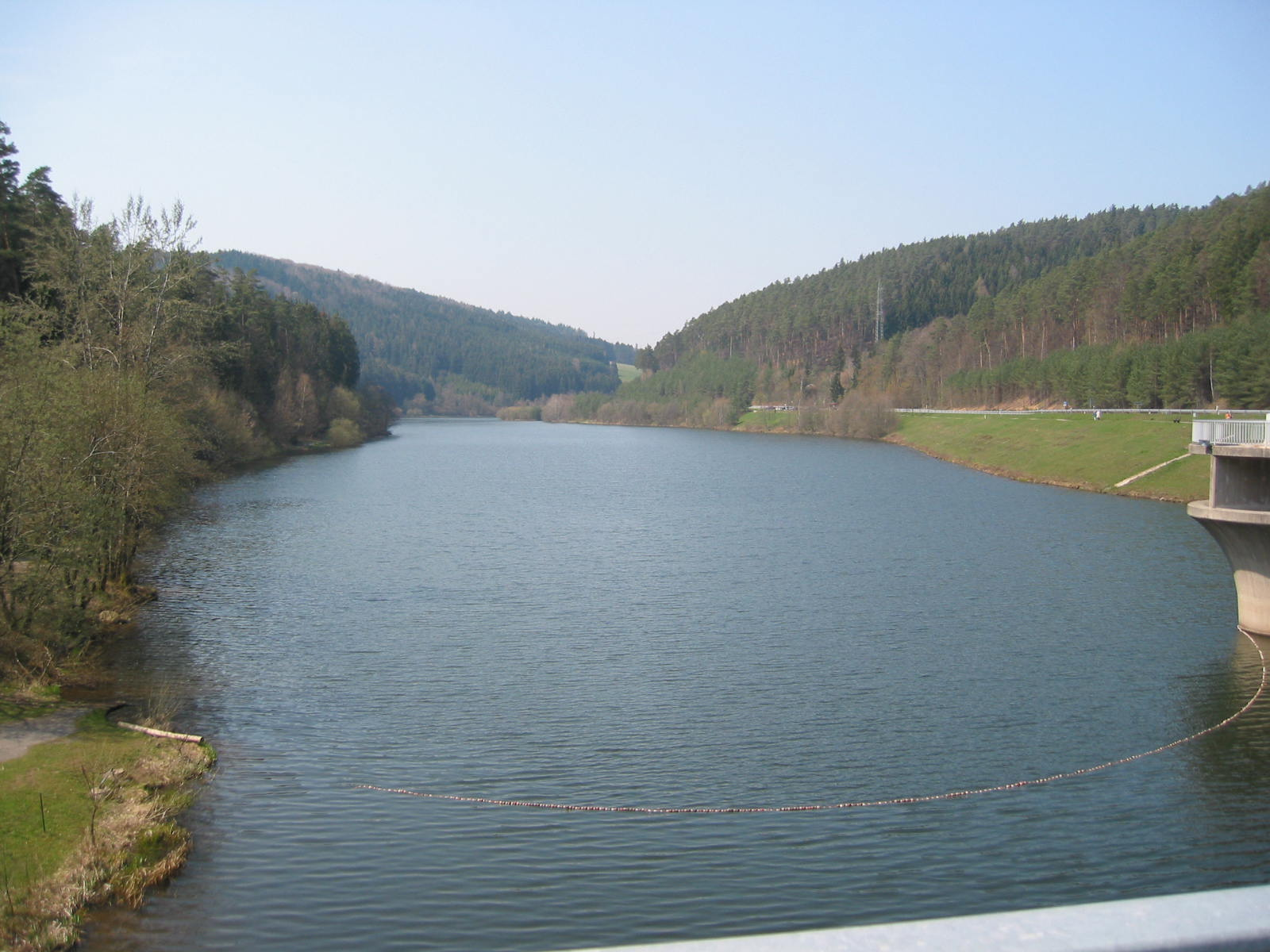

49°36′35″N 8°58′20″E / 49.60972°N 8.97222°E
馬爾巴赫-施陶湖（德語：Marbach-Stausee），是德國的水庫，位於該國中部，由黑森州負責管轄，處於奧登瓦爾德縣，長1.3公里、寬0.2公里，面積0.22平方公里，海拔高度265米，水體容量71萬立方米。